# Thomas Jusits
Thomas Jusits (* 6. September 1986 in Wien) ist ein österreichischer Fußballspieler.

## Karriere

### Karrierebeginn in Wien
Jusits begann seine Karriere beim 1. Simmeringer SC. 1994 wechselte er in die Jugend des FK Austria Wien. Nachdem er in der Saison 1995/96 vom Spielbetrieb abgemeldet worden war, spielte er ab 1996 wieder in der Jugend der Austria. 1999 wechselte er in die Jugend des FC Stadlau.
Zur Saison 2002/03 wechselte Jusits zur SV Schwechat. Im März 2004 debütierte er für die erste Mannschaft von Schwechat in der Regionalliga, als er am 17. Spieltag der Saison 2003/04 gegen den SV Neuberg in der 90. Minute für Claudio Jakits eingewechselt wurde. Am 19. Spieltag stand er gegen den ASK Kottingbrunn erstmals in der Startaufstellung der Schwechater, ehe er in der 65. Minute durch Harald Grassl ersetzt wurde. Im Mai 2004 erzielte er bei einer 3:2-Niederlage gegen den Wiener Sportklub sein erstes Tor in der Regionalliga. Bis zum Ende der Saison 2003/04 kam er in zehn Regionalligaspielen zum Einsatz und erzielte dabei ein Tor. Zu Saisonende belegte er mit Schwechat den neunten Tabellenrang in der Regionalliga Ost. In seiner zweiten Saison in der Regionalligamannschaft von Schwechat kam er in 17 Spielen zum Einsatz und erzielte dabei einen Treffer. Mit Schwechat beendete er die Saison 2004/05 auf dem 14. Tabellenrang, auf die Abstiegsränge hatte man drei Punkte Vorsprung.

### Über die Steiermark nach Schwadorf
Im Jänner 2006 wechselte er in die Regionalliga Mitte zum TSV Hartberg. Mit den Steirern konnte er zu Ende der Saison 2005/06 als Meister in die zweite Liga aufsteigen. Nach dem Aufstieg verließ er die Hartberger jedoch und wechselte zur Saison 2006/07 zurück in die Ostliga zum Aufsteiger ASK Schwadorf. Für den Aufsteiger absolvierte Jusits in jener Saison 23 Spiele in der Regionalliga, in denen er ohne Torerfolg blieb. Mit Schwadorf konnte er in jener Saison als Meister der Regionalliga Ost in die zweithöchste Spielklasse aufsteigen. Nach dem Aufstieg debütierte er im Juli 2007 in dieser, als er am ersten Spieltag der Saison 2007/08 gegen die Zweitmannschaft des FK Austria Wien in der Startelf stand. Im August 2007 erzielte er bei einer 3:2-Niederlage gegen die Zweitmannschaft des FC Red Bull Salzburg sein erstes Tor in der zweiten Liga. Bis Saisonende kam er zu 18 Einsätzen für Schwadorf in der zweithöchsten Spielklasse und erzielte dabei ein Tor. Zu Saisonende belegte er mit den Niederösterreichern den neunten Tabellenrang, auf die Abstiegsränge hatte man einen Punkt Vorsprung.

### Von St. Pölten zurück in die Regionalliga
Nachdem der Ligaplatz von Schwadorf vom Regionalligisten FC Admira Wacker Mödling übernommen worden war, wechselte Jusits zur Saison 2008/09 zum Zweitligaaufsteiger SKNV St. Pölten. Für den Verein aus der niederösterreichischen Landeshauptstadt kam er in jener Saison zu 23 Zweitligaeinsätzen, in denen er kein Tor erzielen konnte.
Nach einer Saison bei St. Pölten wechselte Jusits zur Saison 2009/10 zum Regionalligisten SC Ostbahn XI. Für die Wiener absolvierte er in jener Spielzeit 27 Spiele in der Regionalliga Ost und erzielte dabei sechs Treffer. Zu Saisonende belegte er mit dem Verein den sechsten Tabellenrang.

### Wechsel nach Parndorf
Nach einem Jahr bei Ostbahn schloss er sich zur Saison 2010/11 dem Ligakonkurrenten SC-ESV Parndorf 1919 an. In seiner ersten Saison für die Burgenländer absolvierte er 28 Spiele für Parndorf in der Regionalliga Ost und erzielte dabei sechs Tore. In jener Saison konnte er mit Parndorf Meister werden und somit in der Relegation um den Aufstieg spielen. In dieser scheiterte man jedoch nach zwei Niederlagen gegen den Zweitliga-Neunten First Vienna FC; Jusits stand in beiden Relegationspartien in der Startaufstellung. In der darauffolgenden Saison 2011/12 kam er in 25 Regionalligaspielen zum Einsatz und erzielte dabei sieben Tore; Parndorf belegte zu Saisonende den vierten Tabellenplatz. In der Saison 2012/13 konnte er mit Parndorf erneut Meister werden; in jener Saison absolvierte er 26 Spiele und erzielte dabei acht Tore. In der anschließenden Relegation besiegte man in beiden Spielen den Zweitliga-Tabellenletzten FC Blau-Weiß Linz und stieg somit in die zweite Liga auf. Jusits stand in den Relegationspartien nicht im Kader. Nach dem Aufstieg zog er sich am zweiten Spieltag gegen die Kapfenberger SV eine Knieverletzung zu und musste bis zur Winterpause pausieren. In der Saison 2013/14 kam er insgesamt zu 15 Zweitligaeinsätzen, in denen er ohne Torerfolg blieb. Zu Saisonende belegte er mit Parndorf den neunten und somit vorletzten Tabellenrang, womit man in der Relegation um den Klassenerhalt spielen musste. In dieser scheiterte man jedoch gegen den Meister der Regionalliga Mitte, den LASK, nach einer Niederlage und einem Remis und musste somit wieder in die Regionalliga absteigen. Jusits stand im Hinspiel in der Startelf von Parndorf, wurde allerdings in der 58. Minute durch eine Rote Karte des Feldes verwiesen und war somit im Rückspiel gesperrt.
Nach dem Abstieg absolvierte er bis zum Ende der Saison 2014/15 28 Spiele in der Regionalliga und erzielte dabei ein Tor. Mit Parndorf beendete er die Saison als Vizemeister hinter dem SC Ritzing. Da den Ritzingern allerdings die Lizenz für die zweithöchste Spielklasse verweigert worden war, durfte er mit Parndorf an der Relegation um den Aufstieg teilnehmen. In dieser scheiterte man jedoch wie in der Vorsaison am Meister der Regionalliga Mitte, dem SK Austria Klagenfurt, nach einem Sieg und einer Niederlage mit einem Gesamtscore von 5:3. Jusits kam in beiden Spielen gegen die Kärntner über die volle Distanz zum Einsatz. Somit nahm er mit den Burgenländern auch in der Saison 2015/16 an der Regionalliga teil, in der in jener Saison 29 Spiele absolvierte und dabei zwei Tore erzielte. Mit dem Aufstieg hatte man jedoch in dieser Saison nichts mehr zu tun, man beendete die Saison mit 27 Punkten Rückstand auf den Meister SV Horn als Siebter. In der Saison 2016/17 platzierte er sich mit Parndorf auf dem neunten Tabellenrang, Jusits absolvierte in jener Spielzeit 27 Regionalligaspiele und erzielte dabei fünf Tore.
In der Saison 2017/18 kam er in 30 von 31 Saisonspielen zum Einsatz, lediglich in der 22. Runde fehlte er gegen den FC Marchfeld Mannsdorf gesperrt. Mit Parndorf beendete er jene Saison als 13. in der Tabelle. In der nachfolgenden Spielzeit trat er ebenfalls noch als Stammspieler in Erscheinung und verließ den Verein nach neun Jahren im Sommer 2019 zum SV St. Margarethen mit Spielbetrieb in der viertklassigen Burgenlandliga. Dort entwickelte er sich bald zum Stammspieler; in der Saison 2023/24 etwa verpasste er nur ein einziges Spiel.

## Persönliches
Sein Vater Kurt (* 1963) war Trainer des Zweitligisten SV Horn. Zwischen August und Dezember 2018 war er auch sein Trainer bei Parndorf.